# Stichting PVP
De Stichting PVP is in 1981 opgericht als de Stichting Patiëntenvertrouwenspersoon Geestelijke Gezondheidszorg naar aanleiding van een vraag van patiëntenorganisaties uit de geestelijke gezondheidszorg. In de jaren 70 van de vorige eeuw waren, in het kader van de democratisering en de emancipatie, de eerste patiëntenorganisaties en cliëntenraden opgericht die de belangen behartigden van mensen die in een instelling voor geestelijke gezondheidszorg verbleven, verbleven hadden of die door een instelling ambulant behandeld werden. Daaronder waren de Cliëntenbond, de Werkgroep Krankzinnigenwet, de Stichting Pandora en de Stichting Landelijke Patiëntenraden. In 1980 bracht een commissie van de Nationale Ziekenhuisraad een advies om elk psychiatrisch ziekenhuis van een patiëntenvertrouwenspersoon te voorzien.
In 1981 werden de eerste acht patiëntenvertrouwenspersonen (PVP) aangesteld binnen instellingen. Na een positief oordeel van de evaluatie door de Nederlands centrum Geestelijke volksgezondheid (NcGv) in 1986 is door de staatssecretaris van WVC in 1987 besloten het project voort te zetten. Na invoering van de Wet BOPZ in 1994 werd de patiëntenvertrouwenspersoon verplicht gesteld binnen ggz-instellingen. In de periode van 1998 tot 2002 is de uitbreiding tot alle instellingen gerealiseerd en in 2001 werd daaraan ook de aanstelling van een PVP bij instellingen voor ambulante zorg, jeugdzorg en ouderenzorg toegevoegd. In 2013 werkten ruim 50 PVP'en in de instellingen voor geestelijke gezondheidszorg. De patiëntenvertrouwenspersoon is ook genoemd in de Wet verplichte ggz die vanaf 1 januari 2020 de verouderde Bopz vervangt.
De PVP wordt betaald door het ministerie van VWS. De instelling waar de PVP werkt biedt de PVP werkruimte en faciliteiten die voor het uitoefenen van de taak van PVP noodzakelijk zijn maar de PVP is onafhankelijk van die instelling. De PVP staat aan de kant van de cliënt of patiënt en is in dienst van de Stichting PVP. De Stichting PVP ondersteunt het werkt van de PVP en waarborgt de kwaliteit van dat werk. Ze brengt de PVP Krant uit die ook van de website van de stichting te downloaden is. Klachten over het werk van de pvp kunnen ingediend worden bij de klachtencommissie. Er is een cliëntenpanel dat viermaal per jaar bij elkaar komt om het werk van de stichting te evalueren en ruggespraak met de stichting te houden. Ook is er een opleidingsadviesraad die de stichting adviseert over haar opleiding van nieuw personeel.